# Jean Delacroix Camara
Pour les articles homonymes, voir Camara.
Jean Delacroix Camara, né le 12 février 1946 à Katako (Boké), était un diplomate guinéen.

## Origines et formation
Jean Delacroix Camara né le 12 février 1946 à Katako dans la région de Boké, il accomplit ses études primaires à la mission catholique de katako, le secondaire au petit séminaire de Conakry.
Apres le baccalauréat, il poursuit ses études supérieures à l’Université de Conakry entre 1968 et 1972.

## Parcours professionnel

### Enseignant
Un ans après les études, il a été professeur de français et de philosophie à l’école normale d’instituteurs de Faranah en Haute Guinée.
En 1976, il rejoint l’Afrique australe ou il devient professeur coopérant au Mozambique et l’Université de Maputo jusqu’en 1978.
En 1979, de retour en Guinée, il devient conseiller pédagogique à la direction régionale de l’éducation à Conakry jusqu’en à 1980.
En 1980, il rejoint les Seychelles en tant que professeur coopérant et professeur de français pour le service national de jeunesse jusqu’en à 1988.

## Diplomatie
Depuis 1988 il était ambassadeur en République Fédérale d’Allemagne, en Autriche, près de bureau de l’ONU à Vienne et près de l’ONUDI. Ambassadeur extraordinaire et plénipotentiaire de la république de Guinée auprès du Saint-Siège.

## Vie personnelle
Jean Delacroix Camara était marié et père de quatre enfants.